# Prix Écrire la Ville
Le prix Écrire la Ville est un prix littéraire fondé en 2016. Il couronne des œuvres contemporaines qui se distinguent par leur qualité littéraire et leur regard original sur la ville et l’urbanité. Chaque année le comité de lecture du prix sélectionne environ huit ouvrages, qui constituent alors la Bibliothèque idéale du prix Écrire la Ville.
Le prix Écrire la Ville est organisé par l’université Toulouse-Jean-Jaurès, l’École nationale supérieure d’architecture de Toulouse et la librairie Études Mirail.

## Liste des lauréats du prix Écrire la Ville
| Année | Auteur           | Ouvrage              | Éditeur          |
| ----- | ---------------- | -------------------- | ---------------- |
| 2016  | Antoine Volodine | Macau                | Seuil            |
| 2017  | Laurence Cossé   | La Grande Arche      | Gallimard        |
| 2018  | Marie Richeux    | Climats de France    | Sabine Wespieser |
| 2019  | Emmanuel Villin  | Sporting club        | Asphalte         |
| 2020  | Camille Ammoun   | Ougarit              | Inculte          |
| 2021  | Hadrien Bels     | Cinq dans tes yeux   | l'Iconoclaste    |
| 2022  | Adrien Blouët    | Les immeubles de fer | Noir sur blanc   |
| 2023  | Nina Léger       | Antipolis            | Gallimard        |
| 2024  | Olivier Bertrand | Une Rixe             | Seuil            |

## Jury
Le jury du prix est principalement composé d'universitaires, d'architectes et d'urbanistes. Il a été présidé par les personnalités suivantes :
- 2024 : Adrien Blouët
- 2023 : Hadrien Bels
- 2022 : Camille Ammoun
- 2021 : Stéphane Bonnard
- 2020 : Emmanuel Villin[2]
- 2019 :  Laurence Cossé
- 2018 : Jane Sautière
- 2017 : Aurélien Bellanger
- 2016 : Jean Rolin